# Dundo flygplats
Dundo flygplats (portugisiska: Aeroporto do Dundo) är en flygplats i Angola.   Den ligger i provinsen Lunda Norte, i den norra delen av landet, 800 kilometer öster om huvudstaden Luanda. Dundo flygplats ligger 751 meter över havet.
Terrängen runt Dundo flygplats är platt. Runt Dundo flygplats är det mycket glesbefolkat, med 4 invånare per kvadratkilometer..
I omgivningarna runt Dundo flygplats växer huvudsakligen savannskog.